# Premier League Young Player of the Season
Premier League Young Player of the Season je každoroční ocenění fotbalového svazu udělované nejlepšímu mladému hráči (do 23 let) v Premier League. V premiérové sezóně bylo ocenění pojmenováno TAG Heuer Young Player of the Season, ale od sezóny 2020/21 je hlavním sponzorem firma Hublot. Liverpoolský obránce Trent Alexander-Arnold se stal prvním vítězem tohoto ocenění.

## Vítězové
| Hráč (X) | Jméno hráče a počet, kolikátou toto ocenění v daném okamžiku vyhrál (pokud je jich více, než jedna) |

| Sezóna  | Hráč                   |        | Klub            | Ref.  |
| ------- | ---------------------- | ------ | --------------- | ----- |
| 2019/20 | Trent Alexander-Arnold | Anglie | Liverpool       | [ 4 ] |
| 2020/21 | Phil Foden             | Anglie | Manchester City | [ 5 ] |
| 2021/22 | Phil Foden (2)         | Anglie | Manchester City | [ 6 ] |
| 2022/23 | Erling Haaland         | Norsko | Manchester City | [ 7 ] |

## Vítězové podle národnosti
| Národnost | Vítězství |
| --------- | --------- |
| Anglie    | 3         |
| Norsko    | 1         |

## Vítězové podle klubu
| Klub            | Vítězství |
| --------------- | --------- |
| Manchester City | 3         |
| Liverpool       | 1         |